# Julie McBride
Julie Anne McBride (ur. 24 września 1982 w Troy) – amerykańska koszykarka występująca na pozycji rozgrywającej, posiada także polskie obywatelstwo, reprezentantka Polski w latach 2015–2017.
McBride grała w koszykówkę na Uniwersytecie Syracuse. Następnie, w latach 2005-2006 grała w San Jose Spiders.
W maju 2006 na krótko została zawodniczką klubu WNBA, Chicago Sky. W latach 2006–2011 występowała w tureckich klubach Ceyhan Belediyespor i Panküp TED Kayseri. W 2011 roku przeniosła się do chorwackiego Gospic Osiguranje.
Przed sezonem 2012/13 została zawodniczką Artego Bydgoszcz. Po spędzeniu jednego sezonu, wróciła do Turcji, podpisując kontrakt z Besiktasem.
W 2014 powróciła do Artego Bydgoszcz. 13 czerwca 2017 podpisała trzecią w karierze umowę z Artego Bydgoszcz. 24 kwietnia 2019 opuściła klub.
7 sierpnia 2020 po raz kolejny w karierze dołączyła do zespołu z Bydgoszczy – KS Basket 25 Bydgoszcz.
W czerwcu 2014 otrzymała polskie obywatelstwo. W maju 2015 roku zadebiutowała w reprezentacji Polski. Miesiąc później znalazła się w składzie na Eurobasket.

## Osiągnięcia
Na podstawie, o ile nie zaznaczono inaczej.
NCAA
- Uczestniczka turnieju NCAA (2002)
- Zaliczona do:
  - II składu Big East (2003)
  - III składu Big East (2004, 2002)
- Liderka strzelczyń wszech czasów Syracuse (1605)
- Członkini zespołu Big East All-Star Team, który zaliczył trasę po Niemczech

Drużynowe
- Mistrzyni Chorwacji (2012)[13]
- Wicemistrzyni Polski (2016, 2018[14])
- Brązowa medalistka mistrzostw Polski (2013)
- Zdobywczyni pucharu:
  - Chorwacji (2012)[13]
  - Polski (2018[15])
- Finalistka Superpucharu Polski (2020)[16]
- Uczestniczka rozgrywek:
  - Euroligi (2011/2012)
  - Eurocup (2017/2018)

Indywidualne
- MVP pucharu:
  - Chorwacji (2012)[13]
  - Polski (2018)[17]
- Defensywna zawodniczka roku PLKK (2013 według eurobasket.com)[18]
- Najlepsza zawodniczka:
  - zagraniczna ligi chorwackiej (2012 według eurobasket.com)[13]
  - występująca na pozycji obronnej ligi:
    - chorwackiej (2012 według eurobasket.com)[13]
    - PLKK (2013 według eurobasket.com)[18]
- Uczestniczka meczu gwiazd:
  - PLKK (2015)
  - ligi tureckiej (2009, 2010)[19][20]
- Zwyciężczyni konkursu rzutów za 3 punkty PLKK (2015)
- Zaliczona do (przez eurobasket.com):
  - I składu:
    - pucharu Polski (2018)[17]
    - ligi:
      - tureckiej (2014)[21]
      - chorwackiej (2012)[13]
      - PLKK (2013)[18]

    - zawodniczek zagranicznych ligi:
      - tureckiej (2014)[21]
      - PLKK (2013)[18]

  - II składu ligi tureckiej (2009, 2011)[19][22]
  - składu honorable mention PLKK (2017)[23]
- Liderka:
  - strzelczyń:
    - ligi tureckiej (2007)[24]
    - pucharu Polski (2018)[17]

  - w asystach:
    - PLKK (2013)
    - ligi tureckiej (2007, 2011)[24]

  - PLKK w skuteczności rzutów wolnych (2016)

Reprezentacja
- Uczestniczka:
  - mistrzostw Europy (2015 – 18. miejsce)
  - kwalifikacji do Eurobasketu (2017)